# Musée portuaire de Lübeck
Le musée portuaire de Lübeck (Museumshafen Lübeck)  est situé à Lübeck, ville hanséatique d'Allemagne du nord, dans le Land de Schleswig-Holstein. Lübeck  est un port de l'embouchure de la Trave, donnant sur la mer Baltique. Le port-musée est au cœur de la vieille ville, entre l'immense pont tournant et le Palais des Congrès (de).

Il existe depuis 1981 et l'association qui le gère compte 15 propriétaires de bateaux traditionnels ou historiques.

La majeure partie des bateaux exposés se trouve à quai du musée du port autonome, ou répartie sur les autres quais de la ville.

Certains bâtiments naviguent encore et ne sont au mouillage qu'épisodiquement.

## Les bateaux du musée

### À quai du musée
- Aglaia[1] (1996), ketch bateau de sauvetage
- Betty (CK 145)[2] (1906), un cotre huîtrier
- Ellen[3] (1938), cotre
- Fridthjof (1881), galéasse
- Johanne[4] (1905), ketch
- Krik Vig[5] (1957), goélette
- Lotta (1928), cotre-pilote
- Mathilde (1914)
- Solvang [6](1939), galéasse
- Stine (1910)
- Fehmarnbelt, un bateau-phare

### En dehors du musée
- Passat (1911), quatre-mâts barque
- Lilleholm[7] (1893), goélette
- Norden (voilier) [8] (1870), yacht nordique
- Sawa[9] (1924), cotre
- Sirius[10] (1942), ketch de pêche, ex-chalutier militaire KFK 124
- Victor Jara (1917)
- Mor Danmark (1973)
- Hauke Haien
- Fortuna[11] (1928), ketch
- Birgitte[12](1957), galéasse ou goélette
- Die Zwillinge von Kappeln, cotre, réplique d'un "dansk yacht" des années 1880
- Lene
- Lisa von Lübeck, une réplique de caravelle

En outre, l'association est en possession de plusieurs navires utilitaires : 
- Titan (1910), remorqueur portuaire à vapeur
- Walter
- Wells

## Galerie d'Images
| Musée portuaire de Lübeck | Musée portuaire de Lübeck |  |
| ------------------------- | ------------------------- |  |
|                           |                           |  |